# Manny Martínez
Manny Martinez (1954 – 16 dicembre 2023) è stato un batterista statunitense.
Fu il primo batterista del gruppo punk rock The Misfits

## Biografia
Inizialmente suonò in molti gruppi di Lodi, nel New Jersey. Visto come un veterano nella scena locale, Manny ebbe esperienze al fianco di Glenn Danzig, che nel 1977 gli chiese di partecipare al suo primo progetto musicale serio, i The Misfits. Dopo due mesi di prove, Manny ha completato la formazione presentando il suo amico Jerry Caiafa (che prese il soprannome Jerry Only). Il suo stile Jazz nel suonare la batteria  caratterizzò solo il primo singolo, Cough/Cool. Alla fine del 1977, dopo diversi concerti, Manny dovette lasciare il gruppo e fu rimpiazzato da Jim Catania.

## Discografia con i The Misfits
- 1977 - Cough/Cool (Singolo)